# Accord de libre-échange entre le Pérou et l'AELE
L'accord de libre-échange entre le Pérou et l'AELE est un accord de libre-échange signé le 14 juillet 2010 et entré en application le 1er juillet 2011 pour le Pérou, la Suisse et le Liechtenstein, le 1er octobre 2011 pour l'Islande et le 1er juillet 2012 pour la Norvège. L'accord comprend des accords séparés pour chaque membre de l'AELE sur les produits agricoles. Il inclut également des dispositions sur la protection des investissements étrangers, sur la propriété intellectuelle, sur les marchés publics, etc.